# 대한민국 형법 제185조
대한민국 형법 제185조는 일반교통방해죄에 대한 형법각칙의 조문이다.

## 조문
제185조 (일반교통방해) 육로, 수로 또는 교량을 손괴 또는 불통하게 하거나 기타 방법으로 교통을 방해한 자는 10년이하의 징역 또는 1천500만원이하의 벌금에 처한다(개정 95.12.29)